# Utazás a rejtélyes szigetre
Az Utazás a rejtélyes szigetre (eredeti cím: Journey 2: The Mysterious Island) 2012-ben bemutatott amerikai sci-fi-kalandfilm, amely Jules Verne A rejtelmes sziget című regénye alapján készült. A játékfilm rendezője  Brad Peyton, producerei Beau Flynn, Charlotte Huggins és Tripp Vinson. A forgatókönyvet Brian Gunn, Mark Gunn és Richard Outten írta, a zenéjét Andrew Lockington szerezte. A mozifilm a New Line Cinema, a Walden Media és a Contrafilm gyártásában készült, a Warner Bros. Pictures forgalmazásában jelent meg. A főszerepben Dwayne Johnson, Michael Caine, Josh Hutcherson, Vanessa Hudgens, Luis Guzmán és Kristin Davis láthatók. A 2008-as Utazás a Föld középpontja felé című film folytatása.
Amerikában 2012. február 10-én, Magyarországon február 23-án mutatták be a mozikban.
Általánosságban vegyes visszajelzéseket kapott a kritikusoktól, azonban bevételi szempontból sikeresen teljesített; a bruttósított bevétele világszerte több mint 325 000 000 amerikai dollár lett, amellyel felülmúlta az első részt. A Metacritic oldalán a film értékelése 41% a 100-ból, ami 27 véleményen alapul. A Rotten Tomatoeson a film 42%-os minősítést kapott, 125 értékelés alapján.

## Cselekmény
|  | Alább a cselekmény részletei következnek! |

Négy évvel az első film eseményei után vagyunk. A tizenhét éves Sean Andersont (Josh Hutcherson) elkapta a rendőrség egy rövid üldözés után, ami úgy végződött, hogy a cross-motorjával belehajtott egy medencébe, amikor próbálta őket lerázni. Nem sokkal később megérkezik a mostohaapja, Hank (Dwayne Johnson), és egy rendőrbarátja, majd elmondja a történteket: Sean betört egy műholdas kutatási állomásra. Hank és Sean amikor hazaérnek, édesanyja, Liz (Kristin Davis) nem örül a fia tetteinek. Majd később Sean elmondja Hanknek, hogy azért tört be a kutatóközpontba, mert valahonnan kapott egy jelet, hogy az ő nagyapja, Alexander Anderson életben van, aki már 1 éve eltűnt és ki akarja deríteni, hogy hol van. Hank úgy dönt, segít Sean-nak megfejteni egy titkos kódot, aminek megfejtése három könyvet takar. Az első könyv: Kincses sziget, a második: Gulliver utazásai, a harmadik: Rejtelmes sziget. Mindhárom könyv tartalmaz egy térképet a szigetről. Hank kitépi a lapot a szigeteket ábrázoló mindhárom könyvből, és összeilleszti őket, mert azt gyanítja, hogy 1 szigetről lehet szó. Megvilágítva az összeillesztett képeket megtudják a koordinátákat, ezzel azt bizonyítva, hogy a sziget létezik.
Sean azon nyomban el akar menni oda, de mostohaapja nem engedi el. Meggyőzi Lizt, hogy elmenjen vele a szigetre megkeresni a nagyapját. Másnap reggel megérkeznek Palaura és egy olyan személyt keresnek, aki el tudja vinni őket hajón. Akad is egy Gabato (Luis Guzmán) nevű ember és lánya, Kailani (Vanessa Hudgens) aki el tudja őket vinni helikopterrel. Sean beleesik a lányba, amikor meglátja. Megállapodnak velük, hogy 2000 amerikai dollár-ért elviszik őket, majd elindulnak. Nem sokkal később egy nagy erejű örvénybe keverednek, ekkor a helikopter lezuhan, majd egy szigeten ébrednek fel.
Átkelnek a szigeten és rájönnek, hogy a Rejtélyes szigeten vannak. Ami a valóságban kicsi, az itt a szigeten nagy és ami a valóságban nagy az a szigeten kicsi, ugyanúgy, mint Gulliver utazásaiban. A csapat apró elefántokba és óriás lepkékbe fut, ezek az első lények, amiket felfedeznek a szigeten. Ezután egy galléros nyakú hatalmas gyíkba botlanak, majd megmenti őket Alexander (Michael Caine) és elviszi őket a kunyhójába, amit a hajó roncsaiból épített fel, amivel megérkezett a szigetre. Van egy rádiója is, ami egy helymeghatározó és kiderül, hogy csak egy hét múlva tudnak nekik segíteni.
Másnap reggel Alexander elvezeti a csapatot az elveszett városba, Atlantiszba. Kiszámította, hogy ez a sziget 130 év múlva fog elsüllyedni, azonban amikor odaérnek Hank-nek feltűnik valami furcsaság, az hogy a számítások hibásak és a sziget el fog süllyedni 2-3 napon belül. Az egyetlen menekülési lehetőség számukra nem más, mint a Nautilus (Nemo kapitány tengeralattjárója), ami valahol el van rejtve a szigeten.
Kailani belép Nemo kapitány kriptájába és megállapítja, hogy a napló a part túloldalán van egy barlangban. Hogy el tudjanak oda jutni, óriás méheken kell repülniük odáig, de útközben összefutnak két nagy termetű madárral, amelyek megpróbálják felfalni a méheket. Sean látja, hogy Kailanit már majdnem elkapja az egyik, ekkor megmenti őt, de ő leesik az egyik méhről és megsérül a bokája. Hank és Alexander gyógynövényeket tesznek a bokájára, amitől jobban tud járni Sean.
Másnap reggel a víz szintje hatványozottan megnőtt, Hank arra következtet, hogy nem napok múlva fog elsüllyedni a sziget, hanem pár óra múlva. Észreveszik, hogy Gabato eltűnt, miután elmennek megkeresni, egy arany vulkán (ez volt a Kincses szigetben) torkolatához tart értékes dolgokat szerezni, mert azt akarja, hogy a lányának szép élete legyen. Miután Alexander és Kailani keresik Gabatót, Hank és Sean elmennek a sziklás parthoz és összetákolt oxigénpalackok segítségével lemerülnek 15 méter mélyre a Nautilushoz, azonban megtámadja őket egy hatalmas méretű elektromos angolna. Majd mikor a tengeralattjáróban vannak, látják, hogy nagy energia kellene ahhoz, hogy a hajó újra beinduljon, mivel már 50 éve elsüllyedt. Kitalálnak egy tervet, hogy az elektromos angolna segítségével újra tudják üzemeltetni a hajót.
Eközben Kailani és Alexander megtalálják Gabatót és meggyőzik, hogy ne menjen az arany vulkánhoz, mert veszélyes. Aztán a part felé igyekeznek, mert a sziget gyorsan süllyed, majd egy másik vulkán kitör és lávabombákat dob a levegőbe, ezzel mindenhol tüzet keltve. Sean és Hank egy szigonyt az angolnába szúrnak, amelynek segítségével fel tudják tölteni a hajó akkumulátorát elektromossággal. Épp időben ahhoz, hogy fel tudják venni a többieket, akik már a vízben vannak. Gabatónak átadják az irányítást, majd látják, hogy útjukba ütközik egy nagy sziklatömb, ekkor Hank és Sean torpedókat lőnek ki, hogy tovább tudjanak menni. Kailani megcsókolja Seant a bátorságáért.
Öt hónappal később Kailani elmegy Sean születésnapjára New York-ba. Miközben ünnepelnek, Alexander felbukkan és egy könyvet ad Sean-nak ajándékba. Sean kinyitja és látja hogy még egy Verne könyvet kapott a Földről a Holdra című regényt. Alexander javasol még egy kalandot, de Liz tiltakozik ez ellen. Hank válaszol: "Mi baj lehetne, ez csak a Hold!"
|  | Itt a vége a cselekmény részletezésének! |

## Szereplők

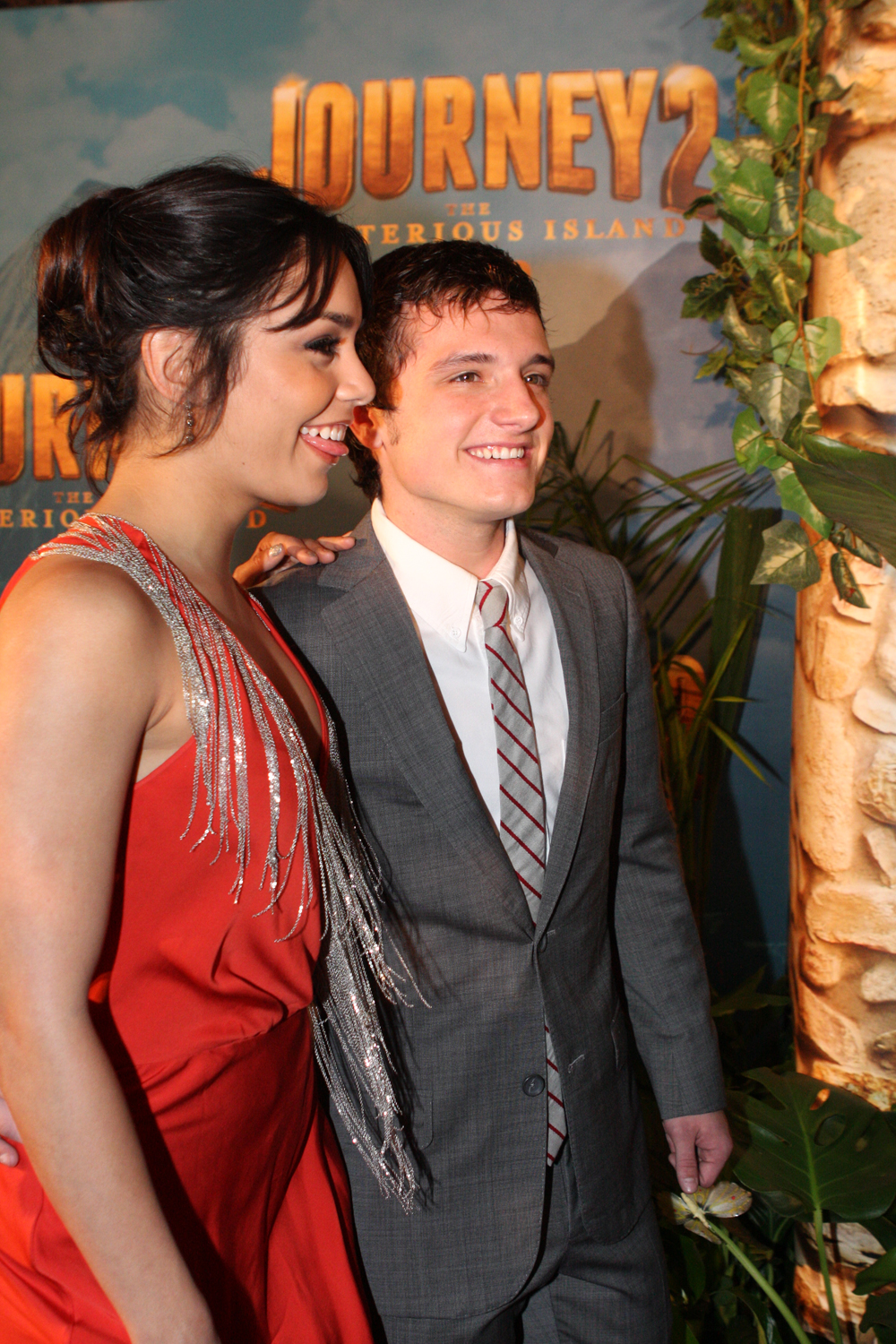
Josh Hutcherson és Vanessa Hudgens Sydneyben a film premierjén, 2012 januárjában

| Szereplő                                | Színész         | Magyar hang         |
| --------------------------------------- | --------------- | ------------------- |
| Hank Anderson-Parsons, Sean mostohaapja | Dwayne Johnson  | Maday Gábor         |
| Sean Anderson                           | Josh Hutcherson | Timon Barna         |
| Gabato, Kaliani apja                    | Luis Guzmán     | Kálloy Molnár Péter |
| Kailani, idegenvezető                   | Vanessa Hudgens | Bogdányi Titanilla  |
| Alexander Anderson, Sean nagyapja       | Michael Caine   | Szersén Gyula       |
| Liz Anderson-Parsons, Sean édesanyja    | Kristin Davis   | Kisfalvi Krisztina  |

## A filmről
Brendan Fraser és Anita Briem nem tértek vissza a filmben, de Josh Hutcherson viszont igen. Jane Wheeler sem tért vissza (Sean anyjaként), helyette Kristin Davis vette át a szerepet. Dwayne Johnson játssza Sean mostohaapját, aki elkíséri Seant egy szörnyű és mitológiai szigetre, hogy megtalálják a fiú rég elveszett nagyapját, akit Michael Caine alakít. 2010. októberében bejelentették, hogy Vanessa Hudgens játssza Hutcherson szerelmét.

### Forgatás
A filmet nyolc helyszínen forgatták, elsősorban Oahu, Hawaii különböző részein, majd Waimea Valley-n és Kualoa Ranch-on. 2011. január 10. és február 10. között az észak-karolinai Wilmington-ban is sor került forgatásra.

### Médiakiadás
Az Utazás a rejtélyes szigetre című filmet 2012. június 5-én adták ki DVD-n és Blu-rayen, Magyarországon június 7-én.

## Fogadtatás

### Bevételek

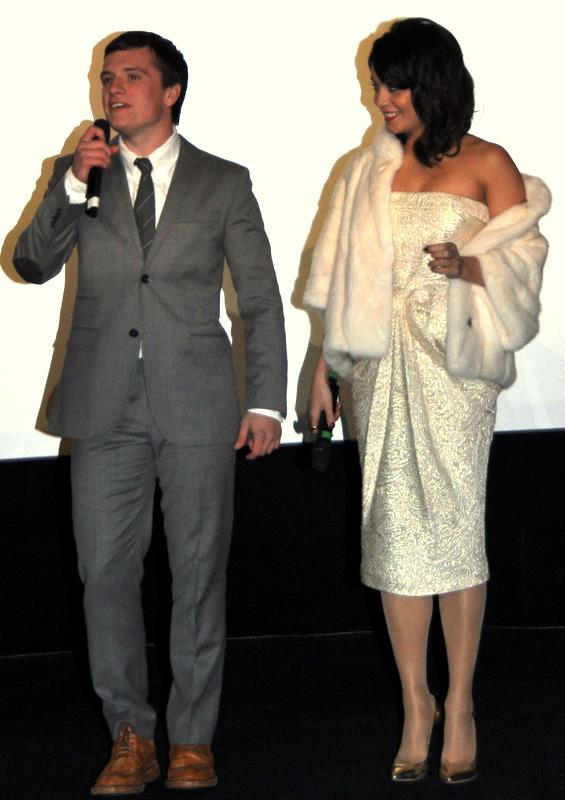
Josh Hutcherson és Vanessa Hudgens Franciaországban a film párizsi premierjén, 2012 februárjában

Az Utazás a rejtélyes szigetre 203 836 147 $-t termelt Észak-Amerikában, és világszerte 222 000 000 $-t, így összesen 325 860 290 $-t hozott. Ez felülmúlja az első rész hazai és nemzetközi eredmény bevételét.
Észak-Amerikában 6 540 000 amerikai dollár bevételt gyűjtött a debütálás napján, így a rangsorban a negyedik helyre jutott. Hétvégén 27 300 000 $-t termelt, így feljött a harmadik helyre. Ez magasabb volt, mint az első rész 21 millió dolláros debütálása. Észak-Amerikán kívül a legnagyobb bevételt hozó országok: Kína (58,4 millió $), Oroszország és a FÁK (17,6 millió $) és Mexikó (12,7 millió $).

### Nemzetközi bemutatók
- Ausztrália – 2012. január 19.
- Hongkong – 2012. január 19.
- Szingapúr – 2012. január 19.
- Brazília – 2012. február 3.
- India – 2012. február 3.
- Kanada – 2012. február 10.
- Észtország – 2012. február 10.
- Paraguay – 2012. február 10.
- Románia – 2012. február 10.
- USA – 2012. február 10.
- Belgium – 2012. február 15.
- Franciaország –  2012. február 15.

## Törölt folytatás
2014. augusztusában bejelentették, hogy Carey Hayes és Chad Hayes írja a harmadik film forgatókönyvét. Brad Peyton és Dwayne Johnson várhatóan a folytatás rendezője és főszereplője lehetett volna. Később kijelentették, hogy két folytatás fog készülni. Négy évvel később, januárban Johnson kijelentette, hogy bár tervben volt az Utazás 3 elkészítése, de az Utazás a rejtélyes szigetre pénzügyi sikere ellenére az érdeklődés hiánya és a regény adaptációjával kapcsolatos nehézségek miatt törölték a fejlesztését. Ennek ellenére 2020 augusztusában hollywoodi producerek beszámolói jelentek meg, amelyek szerint ismét tervben van az elkészítés.